# 男盜女差
《男盜女差》是香港無綫電視在1990年拍攝，1991年於翡翠台首播的電視連續劇，全劇共20集，監製曾勵珍。主要演員有夏雨、毛舜筠、林保怡、文雪兒、胡美儀、陳曼娜、關寶慧、李成昌等。主題曲《情暖情醉情牽》由潘偉源填詞，倫永亮作曲、主唱。
此劇是林保怡於1989年加入無綫後的首部電視劇演出，被監製曾勵珍賞識，林保怡一開始飾第二男主角。自林保怡飾演李祖蔭令此劇收視的成功，而踏足了主角線，之後他的電視劇大多是主角，深愛觀眾歡迎。

## 故事內容
陳寶珠 ( 毛舜筠飾 ) 是一率直爽朗的女督察，與丈夫玩具廠商李祖蔭 ( 林保怡飾 ) 結婚六年，祖蔭本身家境富裕且事業有成，不喜歡寶珠之警察工作不斷要接觸三教九流的人，亦希望寶珠辭職生兒育女，但因寶珠熱愛警察工作，祖蔭只有尊重。
寶珠在工作上認識了下屬的線人成大志 ( 夏雨飾 )。大志年輕時曾因維護母親 ( 南紅飾 ) 而犯傷人罪，入獄十年，以致失去了前途及舊情人任盈盈 ( 文雪儿飾 )，出獄後大志在麻雀館工作，亦為警方線人。經常出入三教九流地方的大志被別人視為沒有出息的不良份子，惟獨寶珠的父親退休警察陳彪 ( 黃新飾) 認為大志忠實可靠，視為摯友。大志的鄰居單親母親郭有珍 ( 胡美儀飾 ) 亦對大志有意思，但沒有被大志接受。
寶珠發現祖蔭出軌，一怒下遷走。祖蔭認為風流是男人天性，並不表示他不尊重婚姻，於是二人以「人類的操守」大起争執。後來二人决定以大志為對象，作一賭局，若大志三個月內不再犯事，祖蔭就應允與寶珠離婚，但若大志三個內犯事寶珠就要辭職並回家作家庭主婦。寶珠為贏得賭局，開價十萬元聘用大志到其家中當住家工人三個月，實在是為了監視大志令他不再犯事。大志此時正籌錢與有珍合資開設甜品屋，遂答應寶珠作住家工人。二人在同一屋簷下生活，由鬥氣至產生感情。
大志终為寶珠贏得與祖蔭的賭局，祖蔭亦守諾言與寶珠離婚，大志與寶珠本想有進一步感情發展，因身份懸殊而告吹。大志剛開業的甜品屋發生火災，大志懷疑是祖蔭為收購其店舖指使人去縱火，前去與祖蔭理論，觸怒祖蔭。祖蔭在生意上開罪人被綁架，最後獲救，但他卻誣陷前來阻止綁架的大志是綁架案主謀，大志百辭莫辯，究竟大志最後能否洗脱不白之冤？，而寶珠對大志的感情最终又会如何抉擇呢？

## 演員表
- 夏　雨 飾 成大志
- 毛舜筠 飾 陳寶珠
- 林保怡 飾 李祖蔭
- 李子奇 飾 劉偉德
- 文雪兒 飾 任盈盈
- 胡美儀 飾 郭有珍
- 彭峻輝 飾 許志森（Sam）
- 郭德信 飾 朱　發
- 蔡國慶 飾 葉通成
- 陳曼娜 飾 李婉菁
- 關寶慧 飾 張莉莉
- 李成昌 飾 梁炳光
- 劉兆璋 飾 劉偉德妻
- 林文森 飾 阿　英/女CID
- 招偉華 飾 警員/CID甲
- 戴少民 飾 警員/CID乙
- 馬健聰 飾 CID丙
- 蘇綺玲 飾 Betty
- 萬梓豐 飾 Betty夫
- 應善然 飾 Betty夫
- 趙學而 飾 Ann
- 梁葆禎 飾 康　嬸
- 廖見玲 飾 售貨員
- 西川千秋 飾 新　娘/祖秘書
- 莫燕嫦 飾 靚　妹
- 蘇慧瑜 飾 菁合顆人
- 黃建峰 飾 新　郎
- 凌　漢 飾 阿　伯/茶餐廳職員
- 陳中堅 飾 陳警司/Mr Wilson
- 陳勉良 飾 圍　場
- 薛　崚 飾 大圈權
- 麥天恩 飾 伍子山
- 曹　濟 飾 泉　叔
- 王偉樑 飾 龜苓膏
- 鄧汝超 飾 姑爺仔/鬈　毛
- 南　紅 飾 鄭　紅
- 梅　蘭 飾 蔡師奶/住　客
- 孫季卿 飾 珍老爺
- 陳子豪 飾 珍兒子
- 廖麗麗 飾 阿　蓮
- 何璧堅 飾 阿　伯
- 黃　新 飾 陳　彪
- 張振華 飾 律　師
- 林家棟 飾 楊樹榮
- 廖見玲 飾 婚紗店職員
- 周惠瑜 飾 婚紗店職員
- 馮敏清 飾 婚紗舖客人
- 方　傑 飾 男路人
- 謝敏儀 飾 女路人
- 蕭山仁 飾 盲　佬
- 石　雲 飾 小　販
- 方慧琪 飾 女朋友
- 黃一飛 飾 陳　七
- 王天鐸 飾 肥佬黃
- 曾健明 飾 律師甲
- 陳建得 飾 律師乙
- 于　楓 飾 曾　太
- 羅慶全 飾 裝修工人
- 郭卓樺 飾 裝修工人
- 何鳳儀 飾 婦　人
- 袁漢波 飾 廚　子
- 何文進 飾 花　王
- 麥子雲 飾 喪　B
- 何浩源 飾 阿　明
- 楊家輝 飾 阿　強
- 周俊華 飾 阿　義
- 招偉華 飾 CID
- 李學良 飾 CID
- 張　標 飾 CID
- 張海星 飾 CID
- 祝文君 飾 祖女友
- 馮文俊 飾 犯　人
- 許永暫 飾 犯　人
- 歐陽莎菲 飾 發　母
- 魏麗芬 飾 售貨員
- 黃祖明 飾 售貨員
- 廖見玲 飾 職　員
- 鄭　莊 飾 喪B女友
- 鄭君寧 飾 喪B手下甲
- 黃宗賜 飾 喪B手下乙
- 吳華山 飾 臭口強
- 馬小虎 飾 洪七公
- 馮志豐 飾 少年成大志
- 曾健明 飾 律　師
- 謝敏儀 飾 新　娘
- 何英偉 飾 Morris
- 麥皓為 飾 成年仁
- 譚兆明 飾 CID
- 林道權 飾 CID
- 劉煒全 飾 CID
- 謝敏儀 飾 CID
- 田永加 飾 地產佬
- 曾健明 飾 李朋友甲
- 王天鐸 飾 李朋友乙
- 張鴻昌 飾 何先生
- 許志佳 飾 何生馬仔
- 李耀敬 飾 CID甲
- 郭錦雄 飾 CID乙
- 陳嘉賢 飾 Madomlee
- 張鴻昌 飾 何　生
- 潘宗明 飾 Robert仔